# Draft NBA 2005
Il Draft NBA 2005 si è svolto il 28 giugno 2005 al Madison Square Garden di New York.
Questo è stato l'ultimo Draft NBA in cui i giocatori del liceo potevano essere scelti.

## Giocatori scelti al 1º giro
|   | Indica un giocatore che è stato selezionato per almeno un All-Star Game ed è inserito in un All-NBA Team |
|   | Indica un giocatore che è stato selezionato per almeno un All-Star Game                                  |
|   | Indica un giocatore che è stato inserito in almeno un All-NBA Team                                       |
| * | Indica il giocatore che ha vinto il titolo di Rookie of the Year                                         |
|   | Indica un giocatore che non ha mai giocato una partita in NBA                                            |

| Scelta | Giocatore               | Nazionalità     | Squadra NBA                                                  | Scuola/ex squadra                        |
| ------ | ----------------------- | --------------- | ------------------------------------------------------------ | ---------------------------------------- |
| 1      | Andrew Bogut (C)        | Australia       | Milwaukee Bucks                                              | Utah                                     |
| 2      | Marvin Williams (SF)    | Stati Uniti     | Atlanta Hawks                                                | North Carolina                           |
| 3      | Deron Williams (PG)     | Stati Uniti     | Utah Jazz (da Portland)                                      | Illinois                                 |
| 4      | Chris Paul * (PG)       | Stati Uniti     | New Orleans Hornets                                          | Wake Forest                              |
| 5      | Raymond Felton (PG)     | Stati Uniti     | Charlotte Bobcats                                            | North Carolina                           |
| 6      | Martell Webster (G/F)   | Stati Uniti     | Portland Trail Blazers (da Utah)                             | Seattle Preparatory School (Seattle, WA) |
| 7      | Charlie Villanueva (PF) | Stati Uniti     | Toronto Raptors                                              | Connecticut                              |
| 8      | Channing Frye (F/C)     | Stati Uniti     | New York Knicks                                              | Arizona                                  |
| 9      | Ike Diogu (PF)          | Stati Uniti     | Golden State Warriors                                        | Arizona State                            |
| 10     | Andrew Bynum (C)        | Stati Uniti     | Los Angeles Lakers                                           | St. Joseph H.S. (Metuchen, NJ)           |
| 11     | Fran Vázquez (PF)       | Spagna          | Orlando Magic                                                | Club Baloncesto Málaga (Spagna)          |
| 12     | Jaroslav Korolëv (SF)   | Russia          | Los Angeles Clippers                                         | CSKA Mosca (Russia)                      |
| 13     | Sean May (PF)           | Stati Uniti     | Charlotte Bobcats (da Cleveland via Phoenix)                 | North Carolina                           |
| 14     | Rashad McCants (SG)     | Stati Uniti     | Minnesota Timberwolves                                       | North Carolina                           |
| 15     | Antoine Wright (SG)     | Stati Uniti     | New Jersey Nets                                              | Texas A&M                                |
| 16     | Joey Graham (SF)        | Stati Uniti     | Toronto Raptors (da Philadelphia via Denver e New Jersey)    | Oklahoma State                           |
| 17     | Danny Granger (F)       | Stati Uniti     | Indiana Pacers                                               | New Mexico                               |
| 18     | Gerald Green (G/F)      | Stati Uniti     | Boston Celtics                                               | Gulf Shores Academy (Houston, TX)        |
| 19     | Hakim Warrick (SF)      | Stati Uniti     | Memphis Grizzlies                                            | Syracuse                                 |
| 20     | Julius Hodge (G/F)      | Stati Uniti     | Denver Nuggets (da Washington via Orlando)                   | North Carolina State                     |
| 21     | Nate Robinson (PG)      | Stati Uniti     | Phoenix Suns (da Chicago, ceduto a New York)                 | Washington                               |
| 22     | Jarrett Jack (PG)       | Stati Uniti     | Denver Nuggets (ceduto a Portland)                           | Georgia Tech                             |
| 23     | Francisco García (SG)   | Rep. Dominicana | Sacramento Kings                                             | Louisville                               |
| 24     | Luther Head (G)         | Stati Uniti     | Houston Rockets                                              | Illinois                                 |
| 25     | Johan Petro (C)         | Francia         | Seattle SuperSonics                                          | Pau-Orthez (Francia)                     |
| 26     | Jason Maxiell (PF)      | Stati Uniti     | Detroit Pistons                                              | Cincinnati                               |
| 27     | Linas Kleiza (PF)       | Lituania        | Portland Trail Blazers (da Dallas via Utah, ceduto a Denver) | Missouri                                 |
| 28     | Ian Mahinmi (F/C)       | Francia         | San Antonio Spurs                                            | Le Havre (Francia)                       |
| 29     | Wayne Simien (PF)       | Stati Uniti     | Miami Heat                                                   | Kansas                                   |
| 30     | David Lee (PF)          | Stati Uniti     | New York Knicks (da Phoenix via San Antonio)                 | Florida                                  |

## Giocatori scelti al 2º giro
| Scelta | Giocatore                    | Nazionalità         | Squadra NBA                                              | Scuola/ex squadra                     |
| ------ | ---------------------------- | ------------------- | -------------------------------------------------------- | ------------------------------------- |
| 31     | Salim Stoudamire (SG)        | Stati Uniti         | Atlanta Hawks                                            | Arizona                               |
| 32     | Daniel Ewing (PG)            | Stati Uniti         | Los Angeles Clippers (da Charlotte)                      | Duke                                  |
| 33     | Brandon Bass (PF)            | Stati Uniti         | New Orleans Hornets                                      | Louisiana State                       |
| 34     | C.J. Miles (SG)              | Stati Uniti         | Utah Jazz                                                | Skyline High School (Dallas, TX)      |
| 35     | Ricky Sánchez (C)            | Porto Rico          | Portland Trail Blazers (ceduto a Denver)                 | IMG Academy                           |
| 36     | Ersan İlyasova (F)           | Turchia             | Milwaukee Bucks                                          | Ülkerspor (Turchia)                   |
| 37     | Ronny Turiaf (PF)            | Francia             | Los Angeles Lakers (da New York via Atlanta e Charlotte) | Gonzaga                               |
| 38     | Travis Diener (PG)           | Stati Uniti         | Orlando Magic (da Toronto)                               | Marquette                             |
| 39     | Von Wafer (SG)               | Stati Uniti         | Los Angeles Lakers                                       | Florida State                         |
| 40     | Monta Ellis (PG)             | Stati Uniti         | Golden State Warriors                                    | Lanier H.S. (Jackson, MS)             |
| 41     | Roko Ukić (PG)               | Croazia             | Toronto Raptors (da Orlando)                             | KK Spalato (Croazia)                  |
| 42     | Chris Taft (F/C)             | Stati Uniti         | Golden State Warriors (dai L.A. Clippers via New Jersey) | Pittsburgh                            |
| 43     | Mile Ilić (C)                | Serbia e Montenegro | New Jersey Nets                                          | KK Reflex (Serbia e Montenegro)       |
| 44     | Martynas Andriuškevičius (C) | Lituania            | Orlando Magic (da Cleveland, ceduto a Cleveland)         | Žalgiris Kaunas (Lituania)            |
| 45     | Lou Williams (SG)            | Stati Uniti         | Philadelphia 76ers                                       | South Gwinnett H.S. (Snellville, GA)  |
| 46     | Erazem Lorbek (F/C)          | Slovenia            | Indiana Pacers                                           | Fortitudo Bologna (Italia)            |
| 47     | Bracey Wright (SG)           | Stati Uniti         | Minnesota Timberwolves                                   | Indiana                               |
| 48     | Mickaël Gelabale (SF)        | Francia             | Seattle SuperSonics (da Memphis)                         | Real Madrid (Spagna)                  |
| 49     | Andray Blatche (F/C)         | Stati Uniti         | Washington Wizards                                       | South Kent Prep H.S. (South Kent, CT) |
| 50     | Ryan Gomes (F)               | Stati Uniti         | Boston Celtics                                           | Providence                            |
| 51     | Robert Whaley (PF)           | Stati Uniti         | Utah Jazz (da Chicago via Houston)                       | Walsh                                 |
| 52     | Axel Hervelle (PF)           | Belgio              | Denver Nuggets                                           | Real Madrid (Spagna)                  |
| 53     | Orien Greene (SG)            | Stati Uniti         | Boston Celtics (da Sacramento)                           | Louisiana-Lafayette                   |
| 54     | Dijon Thompson (G/F)         | Stati Uniti         | New York Knicks (da Houston, ceduto a Phoenix)           | UCLA                                  |
| 55     | Lawrence Roberts (PF)        | Stati Uniti         | Seattle SuperSonics (ceduto a Memphis)                   | Mississippi State                     |
| 56     | Amir Johnson (SF)            | Stati Uniti         | Detroit Pistons                                          | Westchester H.S. (Los Angeles, CA)    |
| 57     | Marcin Gortat (F/C)          | Polonia             | Phoenix Suns (da Dallas via New Orleans)                 | RheinEnergie Köln (Germania)          |
| 58     | Uroš Slokar (SF)             | Slovenia            | Toronto Raptors (da Miami)                               | Snaidero Udine (Italia)               |
| 59     | Cenk Akyol (PG)              | Turchia             | Atlanta Hawks (da San Antonio)                           | Efes Pilsen S.K. (Turchia)            |
| 60     | Alex Acker (SG)              | Stati Uniti         | Detroit Pistons (da Phoenix via Utah e Philadelphia)     | Pepperdine                            |

- Nota: PG = Playmaker; SG = Guardia; SF = Ala piccola; PF = Ala grande; C = Centro